# Topuzevo, Sliven
Topuzevo (în bulgară Топузево) este un sat în comuna Kotel, regiunea Sliven,  Bulgaria. 

## Demografie
Componența etnică a satului Topuzevo
     Turci (99,2%)
     Nicio identificare (0,79%)
     Altele (0%)
La recensământul din 2011, populația satului Topuzevo era de 126 locuitori. Din punct de vedere etnic, majoritatea locuitorilor (99,2%) erau turci. Pentru 0,79% din locuitori nu este cunoscută apartenența etnică.